# Af Chapman (adelsätt)
af Chapman är en ätt känd från 1600-talet i Yorkshire i England, där de var arrendatorer. Thomas Chapman (ca 1686–1769) och hans fru flyttade till Sverige. Han utnämndes av Carl XII till kapten vid örlogsflottan, och blev sedermera major. Han och hans hustru Susanne Colson var föräldrar till viceamiralen och fartygskonstruktören Fredrik Henrik af Chapman som adlades i Sverige 1772 på nummer 2088, och slöt ätten då han var ogift. Adelskapet övertogs då av hans fosterson Gustaf Adolf Neüendorff. Dennes gren utslocknade den 10 juli 1891.

## Historik
Henrik Chapman var arrendator av en lantegendom i Yorkshire i England. Dennes son Thomas Chapman, föddes omkring 1686. Han kom 1715 till Stralsund och blev av kung Carl XII antagen till kapten vid svenska örlogsflottan 1715-03-01. Amiralitetskapten vid Göteborgseskadern 1715-10-10, kapten vid amiralitetet 1720-10-22 och major vid eskadern i Göteborg. Avsked 1753-03-29. Han avled den 13 april 1769 i Göteborg. Han gifte sig 1712 med Susanna Colson, född 1691 i London, död 1771 i Göteborg, dotter av skeppsbyggmästaren William Colson i London.
Thomas Chapmans son Fredrik Henrik Chapman föddes den 9 september 1721 i Göteborg. Han blev skeppsbyggmästare 1760. Han adlades 1772 till af Chapman och introducerades 1776 under nr 2088. Överste vid amiralitetet och ledamot i amiralitetskollegium 1777. Han blev konteramiral vid örlogsflottan i Karlskrona 1783-01-24. Vice amiral 1791-01-24. Han var grundläggare av det nya svenska skeppsbyggeriet och skapare av den svenska skärgårdsflottan under Gustaf III:s tid. All sin egendom bortgav han 1806-10-27 till sin fosterson, Gustaf Adolf Neüendorff, adlad och adopterad af Chapman. af Chapman avled ogift den 19 augusti 1808 i Karlskrona och slöt således själv sin ättegren.
Gustaf Adolf af Chapmans gren utslocknade den 10 juli 1891.